# Infinity (álbum de Journey)
Infinity es el cuarto álbum del grupo Journey, editado por Columbia Records en 1978.
Este es el primer trabajo con el cantante Steve Perry, y marca un alejamiento del primitivo rock progresivo de la banda, en aras de un sonido más cercano al hard rock y especialmente al AOR. «Wheel in the Sky» y «Lights» fueron los hit-singles del álbum.

## Canciones
| Lado uno |                    |          |  |
| N.º      | Título             | Duración |  |
| 1.       | «Lights»           | 3:11     |  |
| 2.       | «Feeling That Way» | 3:28     |  |
| 3.       | «Anytime»          | 3:28     |  |
| 4.       | «Lă Do Dā»         | 3:01     |  |
| 5.       | «Patiently»        | 3:21     |  |

| Lado dos |                     |          |  |
| N.º      | Título              | Duración |  |
| 1.       | «Wheel in the Sky»  | 4:12     |  |
| 2.       | «Somethin' to Hide» | 3:27     |  |
| 3.       | «Winds of March»    | 5:04     |  |
| 4.       | «Can Do»            | 2:39     |  |
| 5.       | «Opened the Door»   | 4:37     |  |

## Personal
- Steve Perry - voz
- Neal Schon - guitarras, voz
- Gregg Rolie - teclados, voz
- Ross Valory - bajo, voz
- Aynsley Dunbar - batería